# 福島九成
福島 九成（ふくしま きゅうせい / くせい、1842年（天保13年6月） - 1914年（大正3年）9月12日）は、幕末の佐賀藩士、明治期の陸軍軍人・外交官・官僚。青森県令。通称・栄助、礼助。

## 経歴
佐賀藩漢学者・福島文蔵の長男として生まれた。藩校・弘道館、致遠館（長崎）で学んだ。前山清一郎の従僕に選ばれ戊辰戦争に参加。参謀添役として奥羽を転戦した。帰藩後、明治2年（1869年）佐賀藩庁に出仕し大弁務となり軍事部門を担当。
明治4年5月17日（1871年7月4日）清国へ留学を命ぜられ、1873年9月12日に帰国。1874年2月、陸軍少佐に任官。熊本鎮台在勤を経て、同年4月、台湾蕃地事務都督参謀に転じ、さらに廈門領事を兼務。台湾出兵収拾のため北京に赴いた全権弁理大臣・大久保利通のもとで清国政府との交渉で活躍。1976年11月、廈門領事専任となるが、1880年7月、厦門領事館廃止となり免官。同年12月、大蔵少書記官に就任。
1881年1月、内務少書記官に転任。1882年12月、内務権大書記官となる。1883年12月、青森県令に就任。地方行政の経験が浅かったが、古荘嘉門大書記官の補佐を受けて県政を執行した。1886年7月、県令を非職となる。1889年7月、非職満期となり退官。その後、実業界に入った。

## 栄典・授章・授賞
位階
- 1884年（明治17年）2月9日 - 従五位[6]
- 1889年（明治22年）8月6日 - 正五位[7]

勲章等
- 1889年（明治22年）11月29日 - 大日本帝国憲法発布記念章[8]